# Güterumgehungsbahn Freiburg
| Güterumgehungsbahn (in grau) und anschließende Bahnstrecken |                      |                             |                             |
| Streckennummer (DB): | 4312                 |                             |                             |
| Streckenlänge: | 11,1 km              |                             |                             |
| Spurweite: | 1435 mm (Normalspur) |                             |                             |
| Streckenklasse: | D4                   |                             |                             |
| Stromsystem: | 15 kV 16,7 Hz ~      |                             |                             |
| Streckengeschwindigkeit: | 100 km/h             |                             |                             |
| Zweigleisigkeit: | (durchgehend)        |                             |                             |
| |                      |                             |                             |
| \| \| \| von Mannheim \| \| \| \| 0,0 \| Gundelfingen Abzw \| Gundelfingen Abzw \| \| \| \| nach Basel \| \| \| \| 3,7 \| Freiburg Gbf \| Freiburg Gbf \| \| \| \| nach Breisach \| \| \| \| \| Bahnstrecke Freiburg–Colmar \| \| \| \| \| von Breisach (bis 1945) \| \| \| \| \| Dreisam \| \| \| \| 8,1 \| Freiburg Süd \| Freiburg Süd \| \| \| \| von Mannheim \| \| \| \| 11,1 \| Leutersberg (Abzw) \| Leutersberg (Abzw) \| \| \| \| nach Basel \| \| \| \| \| \| \| \| Quellen: [1][2] \| \| \| \| |                      |                             |                             |
| Strecke |                      | von Mannheim                | von Mannheim                |
| Blockstelle | 0,0                  | Gundelfingen Abzw           | Gundelfingen Abzw           |
| Abzweig geradeaus und nach links |                      | nach Basel                  | nach Basel                  |
| Dienststation / Betriebs- oder Güterbahnhof | 3,7                  | Freiburg Gbf                | Freiburg Gbf                |
| Abzweig geradeaus und nach rechts |                      | nach Breisach               | nach Breisach               |
| Kreuzung geradeaus unten |                      | Bahnstrecke Freiburg–Colmar | Bahnstrecke Freiburg–Colmar |
| Abzweig geradeaus und ehemals von rechts |                      | von Breisach (bis 1945)     | von Breisach (bis 1945)     |
| Brücke über Wasserlauf |                      | Dreisam                     | Dreisam                     |
| Dienststation / Betriebs- oder Güterbahnhof | 8,1                  | Freiburg Süd                | Freiburg Süd                |
| Abzweig geradeaus und von links |                      | von Mannheim                | von Mannheim                |
| Blockstelle | 11,1                 | Leutersberg (Abzw)          | Leutersberg (Abzw)          |
| Strecke |                      | nach Basel                  | nach Basel                  |
| |                      |                             |                             |
| Quellen: |                      |                             |                             |

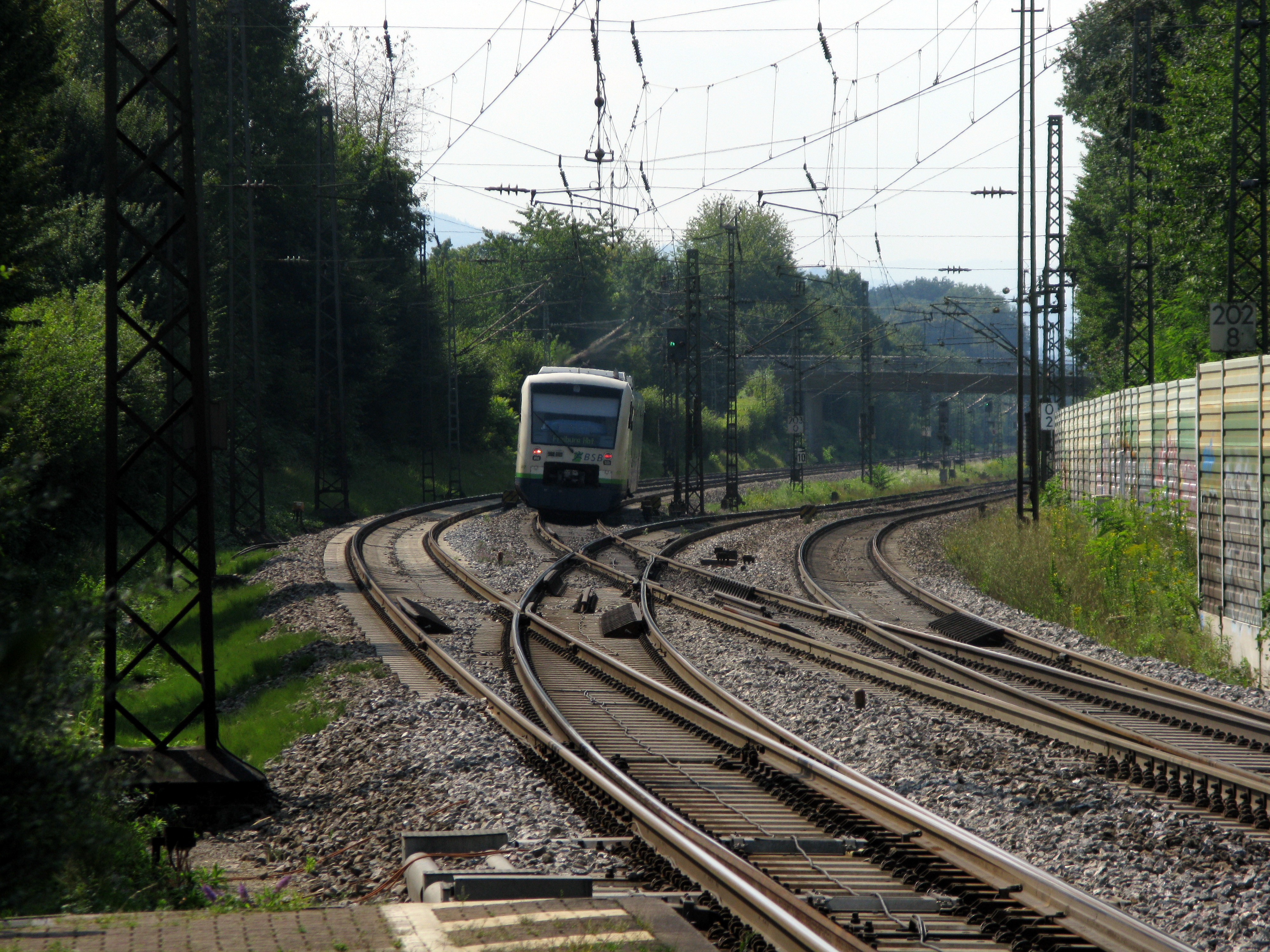
Abzweig der Güterumgehungsbahn (rechts) bei Gundelfingen

Die Güterumgehungsbahn Freiburg ist eine ausschließlich dem Güterverkehr vorbehaltene Eisenbahnstrecke im Westen von Freiburg im Breisgau. Die Güterumgehungsbahn ermöglicht es Güterzügen, den stark frequentierten Hauptbahnhof von Freiburg im Breisgau auf einer direkten, separaten Trasse zu umgehen.
Die Güterumgehungsbahn ist als Hauptbahn klassifiziert, durchgehend zweigleisig ausgebaut und mit Oberleitung elektrifiziert. Sie gehört der höchsten Streckenklasse D4 an, das bedeutet die zulässige Radsatzlast beträgt 22,5 t und die Meterlast beträgt 8,0 t/m.
Die Strecke ist teilweise mit Linienzugbeeinflussung (LZB) ausgerüstet.

## Geschichte
Um den Hauptbahnhof zu entlasten, wurde zwischen 1901 und 1905 der Freiburger Güterbahnhof erbaut. Der zunächst vorgesehene Ort lag südlich des Hauptbahnhofes an der Bahnstrecke Mannheim–Basel. Da dieser aber Proteste der umliegenden Bevölkerung hervorrief, wurde stattdessen ein unerschlossenes Gelände westlich der Innenstadt genutzt.
Da dieses Gebiet weit abseits der bestehenden Eisenbahnanlagen lag, wurde es durch eine neue Eisenbahnstrecke angebunden, die nördlich und südlich von Freiburg mit der Rheintalbahn verknüpft ist. Die neue Strecke konnte geradlinig geplant werden, daher ist sie knapp einen Kilometer kürzer als die alte Strecke über den Hauptbahnhof.
Die Güterumgehungsbahn wurde am 4. September 1905 eingeweiht. Damals lag sie noch deutlich außerhalb des Stadtgebietes; der Stühlinger und Haslach waren die einzigen Bebauungen westlich der Hauptbahn. Die Güterumgehungsbahn ist derzeit mit einer Verbindungskurve in nordwestlicher Richtung nach Breisach mit der Breisacher Bahn verbunden. Zunächst gab es auch eine Verbindungskurve in südwestlicher Richtung. Diese wurde im Zweiten Weltkrieg zerstört. Im Jahr 2001 wurde der Neubau des Fraunhofer-Instituts für Solare Energiesysteme auf dem Gelände der Verbindungskurve in südwestlicher Richtung errichtet.
In über 100 Jahren hat sich die Stadt weit nach Westen ausgebreitet, so dass die Güterbahn heute statt durch Felder mitten durch bebautes Gebiet verläuft. Entlang fast der gesamten Länge der Güterbahn verläuft der FR 2, eine der zentralen Nord-Süd-Achsen für den Radverkehr.

## Zukunft
Im Rahmen der Ausbau- und Neubaustrecke Karlsruhe–Basel wird eine neue Güterumgehungsbahn, die so genannte „Güterumfahrung Freiburg“, weit außerhalb der Stadt gebaut, die Freiburg entlang der Bundesautobahn 5 umfahren wird. Auf der neuen Bahn sollen alle Ferngüterzüge weiträumig um Freiburg herum geleitet werden. Dadurch fahren auf der alten Güterbahn dann außer den Zügen der Rollenden Landstraße, die im Güterbahnhof Freiburg beginnen oder enden, keine weiteren Güterzüge, so dass die alte Güterumgehungsbahn anderweitig genutzt werden kann.
Daher soll die Strecke ab den 2040er Jahren im Rahmen des Projektes „Breisgau-S-Bahn 2020“ von S-Bahnen auf den Verbindungen Freiburg Hbf–Bad Krozingen–Staufen–Münstertal und Freiburg Hbf–Elzach bedient werden. Es wird überlegt ein oder zwei neue Verbindungskurven zu schaffen, die einmal den nördlichen und einmal den südlichen Teil der Güterumgehungsbahn Richtung Hauptbahnhof an die Breisacher Bahn anschließen. Alternativ ist an der Messe ein Turmbahnhof mit Umstieg zur Breisacher Bahn und zum Hauptbahnhof denkbar. Zudem sollen an der Strecke fünf oder sechs neue Haltepunkte Tullastraße, Messebahnhof, Runzmattenweg mit Übergang zu den Straßenbahnlinie 1 und 3, Haslach mit Übergang zur Straßenbahnlinie 5 und St. Georgen errichtet werden. Ein alternativer sechster Haltepunkt wäre zudem im Bereich der Berggasse im Rahmen des Neubaugebiets Zähringen-Nord mit Übergang zur Straßenbahnlinie 3 denkbar.